# 22P/Kopff
22P/Kopff, komet Jupiterove obitelji.